# Горностаев, Николай Николаевич
Николай Николаевич Горностаев (20 января [1 февраля] 1896, Харьков — 15 сентября 1938 или 1954, Москва) — советский учёный-геолог, петрограф, заведующий кафедрой петрографии ТИИ (1927—1935), первый директор и научный руководитель НИГРИзолото (1935—1938).

## Биография
Из семьи служащих.
Окончил Тифлисскую 2-ю гимназию с серебряной медалью.
В 1913 году и поступил в Петроградский университет на физико-математический факультет, но учился только год; затем учился в Горном институте до 1918 года.
Впоследствии переехал в Томск, поступил на горный факультет Сибирского технологического института, который окончил в августе 1923 года.
Преподавательской работой занимался, будучи ещё студентом старших курсов. С октября 1923 года работал штатным преподавателем геологии в ТТИ.
Весной 1926 года избран доцентом Свердловского технологического института, а в мае 1927 года — по всесоюзному конкурсу — профессором Уральского политехнического института (УПИ, Свердловск). 13 января 1928 года утверждён в звании доцента с исполнением обязанностей профессора Уральского политехнического института по курсу петрографии. Он прочитал весной 1928 года сжатый курс лекций по петрографии, но отказался переехать в Свердловск на постоянную работу.
С 1929 года — профессор и заведующий кафедрой петрографии Томского государственного университета (ТГУ).
В 1930—1932 — заведующий кафедрой петрографии Сибирского геологоразведочного института (СибГРИ, Томск), объединённого затем с Сибирским горным институтом.
В 1934—1935 — заведующий объединённой кафедрой минералогии, кристаллографии и петрографии Томского индустриального института. В это же время продолжал работать в ТГУ, где с июля 1934 по декабрь 1935 заведовал кафедрой петрографии и петрографическим кабинетом.
С 1 декабря 1935 года был переведён в Москву и назначен на должность директора НИГРИЗолота. В должности директора с сентября 1935 по март 1936, в должности заместителя директора по научной работе с марта 1936 по август 1938..
Был в высшей степени интеллигентным человеком, обладавшим исключительной культурой речи и письма. Владел немецким, английским и французским языками, читал на итальянском, испанском и латыни.
Арестован 17 июня 1938 года, осуждён Военной коллегией Верховного суда СССР по обвинению в участии в контрреволюционной террористической организации. Приговорён к расстрелу 15 сентября 1938 года, приговор приведён в исполнение 15 сентября 1938 года. Реабилитирован 18 августа 1956 года определением Военной коллегии Верховного суда СССР. Место захоронения Бутово-Коммунарка.
По другим данным с 1938 года в течение 16 лет работал откатчиком золотодобывающего рудника. По свидетельству профессора И. К. Баженова, он умер, не дождавшись освобождения в 1952 или 1954 году.

## Научная деятельность
Автор более 40 работ, в том числе 4 монографий, посвящённых вопросам стратиграфии, палеогеографии, палеоклиматологии и палеоморфологии золотоносных районов Западной Сибири и Казахстана. Особую ценность представляли его работы по петрографическому анализу горных пород.
Автор ряда публикаций, в том числе монографий, по региональной геологии Семипалатинского округа, Горного Алтая и Енисейского кряжа. Его книга по геологии Усть-Балейского золоторудного месторождения в Забайкалье до настоящего времени широко используется специалистами. Им написан ряд статей по геологии, полезным ископаемым и физической географии Сибирского края и Казахстана для «Сибирской Советской энциклопедии», издания «Вся Сибирь и Дальний Восток».
Крупнейший специалист по геологии золота Сибири, известный геолог-съёмщик.
С июня 1921 состоял в Сибгеолкоме инженером для поручений, с 1923 — научным сотрудником 1 разряда, геологом-сотрудником (1924—1925), и. о. геолога (1925), геологом (с весны 1926), старшим геологом (с 1 сентября 1928). С 1923 по весну 1928 — и. о. учёного секретаря Сибгеолкома.
Академик М. А. Усов отзывался о нём как о разносторонней личности, эрудите, высокопрофессиональном специалисте, владеющим знанием мировой литературы в области геологии, умеющем превосходно вести полевую съёмку и обработку материалов, обладающем даром писателя.

## Общественная деятельность
Выступал с научно-популярными лекциями и докладами в школах, профсоюзных клубах и инженерно-технических секциях профсоюза горняков и строителей, в студенческих научно-технических кружках.
Избирался членом бюро СНР СибГРИ (1930—1931).
Депутат Томского горсовета (1931).

## Семья
Жена — Мария Ивановна (в девичестве Лавренцова).

## Членство в организациях
- 1926 — Российское минералогическое общество.